# Campeonato Mundial de Tiro al Plato de 1930
El I Campeonato Mundial de Tiro al Plato se celebró en Roma (Italia) en el año 1930 bajo la organización de la Federación Internacional de Tiro Deportivo (ISSF) y la Federación Italiana de Tiro Deportivo.

## Resultados

### Masculino
| Evento | Oro                              | Plata                               | Bronce                                                         |
| ------ | -------------------------------- | ----------------------------------- | -------------------------------------------------------------- |
| Foso   | Mark Arie Estados Unidos 93 pts. | Helmuth Keller · Alemania · 93 pts. | Sándor Lumniczer · Hungría · Kurt Schöbel · Alemania · 90 pts. |

## Medallero
| Núm. | País           | Oro | Plata | Bronce | Total |
| ---- | -------------- | --- | ----- | ------ | ----- |
| 1    | Estados Unidos | 1   | 0     | 0      | 1     |
| 2    | Alemania       | 0   | 1     | 1      | 2     |
| 3    | Hungría        | 0   | 0     | 1      | 1     |
|      | TOTAL          | 1   | 1     | 2      | 4     |